# Дом Люттингоф
Дом Люттингоф (нем. Haus Lüttinghof) — замок на воде, одна из самых старинных достопримечательностей города Гельзенкирхен (Германия). Здание находится в районе Хассель к северу от Гельзенкирхен-Буэр на границе города Марль.

## Краткая информация
Замок был построен в начале XIV века по инициативе кёльнских архиепископов. Замок, будучи феодальным владением, получил свое название от первых хозяев — семьи Люттингоф, однако последующие столетия владельцы особняка периодически сменяли друг друга. На протяжении нескольких веков внешний и внутренний облики водной постройки менялись, однако до сегодняшнего дня сохранилась большая часть средневекового комплекса замка. В 1700 году началось строительство большого сада. Он примерно так же большой, как две спортивные площадки и находится на острове на северо-востоке главного замка.
К концу XX в. Дом Люттингоф был полностью отреставрирован. В 1994 году он был удостоен звания «Образцовое сооружение в Северном Рейне-Вестфалии».
С середины XIX в. замок является старейшим архитектурным сооружением города, и в настоящий момент — одной из самой посещаемых городских достопримечательностей.

## Интересные факты
Здание расположено на трех островах.
В Средние века Дом Люттингоф был наиболее известным местом для пиршеств у рыцарей.
Рядом с замком долгое время находилась мельница, но весной 1945 года она была уничтожена во время бомбардировок.